# Fördraget i Stuhmsdorf

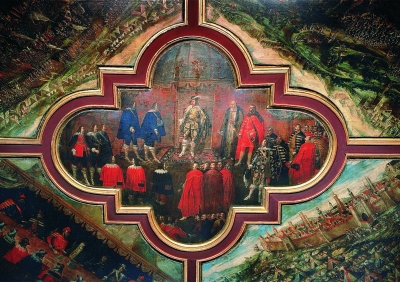
Fördraget i Stuhmsdorf, väggmålning från slottet i Kielce. Bland de avbildade är biskop Jakub Zadzik, kung Vladislav IV av Polen och hetmanen Stanisław Koniecpolski.

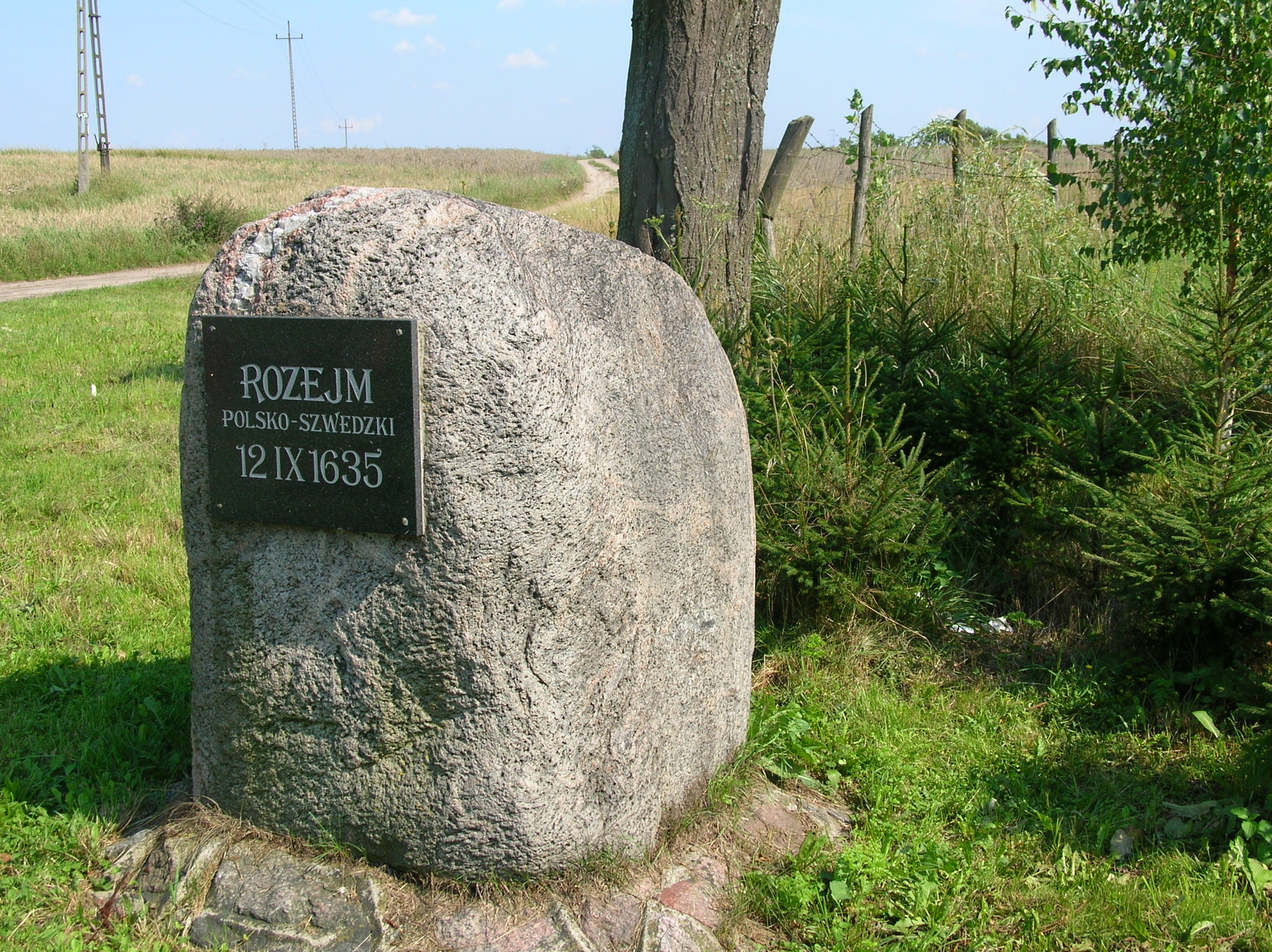
Ett monument i Polen vid platsen för fördraget i Stuhmsdorf.

Fördraget i Stuhmsdorf (Polska: Rozejm w Sztumskiej Wsi) undertecknades i byn Stuhmsdorf (idag Sztumska Wieś) i Ostpreussen 12 september 1635 mellan Polsk-litauiska samväldet och Sverige. Fördraget slöts vid utgången av det sexåriga avtal som slutits 1629, det så kallade stilleståndet i Altmark, som gjort slut på det andra polska kriget. Det nya fördraget om fortsatt vapenvila slöts på 26 år.

## Bakgrund
I Polen hade kung Sigismund dött år 1632 och efterträtts av sin äldste son, Vladislav, som ifrån första stund lagt i dagen sin föresats att försöka vinna även sin faders svenska krona. Samtidigt arbetade Vladislav på att vinna Nederländernas, Englands, Frankrikes och Brandenburgs regeringar på sin sida vid de förestående underhandlingarna om förlängning av stilleståndet.
Vid tidpunkten för förhandlingarna var Sverige trängt som en följd av de pågående striderna under trettioåriga kriget. Den svenska kungen Gustav II Adolf hade stupat och Sverige styrdes av en förmyndarregering där det rådde delade meningar om målen för den svenska utrikespolitiken. Samtidigt hade Polen-Litauen ett utsatt läge med hot från Osmanska riket i söder och Ryssland i öst. Den polska kungens makt var också kraftigt kringskuren som en följd av den polska riksdagen, Sejmens makt. Sejmen var samtidigt ineffektiv som en följd av den långtgående vetorätten för enskilda ledamöter. 
Flera utländska makter hade också intressen i förhandlingen. Frankrike, Nederländerna och England önskade säkerställa en fortsatt vapenvila så att Sverige skulle kunna fortsätta bekämpa det tyskromerska riket i trettioåriga kriget. 

## Villkor
Sverige kom att under avtalsperioden tillerkännas Livland norr om floden Dvina inklusive Riga men gav upp sina besittningar i Preussen. Sverige lämnade således städerna Elbing, Memel och Pillau. Sverige avsade sig också den tull (3,5%) på polsk handel i Danzig som man tidigare haft rätt till. Vidare förband sig Sverige att återlämna de fartyg i den polska flottan som erövrats under krigen. Polen-Litauen förband sig å andra sidan att inte med sina flottstyrkor stödja några fiender till Sverige. 
Sverige under Axel Oxenstiernas förmyndarregering gav som en följd av avtalet upp geografiska områden som erövrats under krigen i Polen utan att få så mycket i gengäld. Sverige gavs dock i och med den fortsatta vapenvilan med Polen-Litauen möjlighet att med oförminskad kraft fortsätta kampanjen i Tyskland under trettioåriga kriget. 

### Den svenska tronföljdsfrågan
Frågan om den polska kungen Vladislavs rätt till den svenska tronen i egenskap av arvinge till den avsatte Sigismund lämnades därhän. Vladislav ville driva frågan om sin arvsrätt men hade inget stöd från den polska adeln i Sejmen som inte såg saken värd att våga ett fortsatt krig för.

## Följder
Vapenstilleståndet höll fram till det svenska anfallet på Polen 1655 som inledde Karl X Gustavs polska krig.